# 日新信用金庫
日新信用金庫（にっしんしんようきんこ、英語：NISSHIN SHINKIN BANK）は、兵庫県明石市に本店を置く信用金庫である。

## 沿革
- 1921年（大正10年）2月 - 有限責任明石信用組合 として設立。
- 1951年（昭和26年）10月 - 明石信用金庫に改組。
- 1975年（昭和50年）4月 - 明石信用金庫・三木信用金庫・神港信用金庫の3信金が対等合併して「日新信用金庫」となる。
- 2002年（平成14年）5月 - 神栄信用金庫より事業を譲り受ける。

## 提供番組
- ばんばひろふみ!ラジオ・DE・しょー!（ラジオ関西、水曜）「魅力満載！海峡通信」コーナー
- ABCフレッシュアップベースボール（朝日放送ラジオ、火曜・2022年7月 - ）[1]。